# Muhammad Nadzsibullah
Muhammad Nadzsibullah (arabul: محمد نجیب‌الله; Gardéz, 1947. augusztus 6. – Kabul, 1996. szeptember 28.) afgán politikus, 1987 és 1992 között az Afgán Népköztársaság utolsó pártfőtitkára.
Vidékről származott. Korábban orvosként is tevékenykedett. Innen származik híres beceneve, a Dr. Najib. 1987-től öt éven át Afganisztán utolsó szovjetbarát vezetője volt. 
1996-ban, a tálib rémuralom kezdetén meggyilkolták. 